# بلدة بلاكمان تشارتر (ميشيغان)
بلاكمان تشارتر (بالإنجليزية: Blackman Charter Township, Michigan)‏ هي بلدة تقع بولاية ميشيغان في الولايات المتحدة. تبلغ مساحتها 82.4 (كم²)، وترتفع عن سطح البحر 294 م، بلغ عدد سكانها 22800 نسمة في عام تعداد الولايات المتحدة 2000 حسب إحصاء مكتب تعداد الولايات المتحدة وتصل الكثافة السكانية فيها 276.7 نسمة/كم2.
كان سجن ولاية ميشيغان يقع جزئيًا داخل البلدة. تشغل حاليًا أربع مؤسسات حكومية أصغر حجمًا أراضي سجن الدولة السابقة داخل البلدة. تعد البلدة أيضًا تقاطع أربعة طرق سريعة رئيسية: الطريق السريع 94، M-50، M-60 وطريق الولايات المتحدة 127.

## الجغرافيا
وفقًا لمكتب تعداد الولايات المتحدة، تبلغ مساحة البلدة الإجمالية 31.90 ميلًا مربعًا (82.62 كيلومترًا مربعًا)، منها 31.71 ميلًا مربعًا (82.13 كيلومترًا مربعًا) أرضًا و0.19 ميلًا مربعًا (0.49 كيلومترًا مربعًا) (0.60٪) مياه.
تقع بلدة بلاكمان تشارتر في وسط مقاطعة جاكسون ويحدها من الجنوب مدينة جاكسون ، مقر المقاطعة. تقع آن أربور على بعد 35 ميلا (56 كم) إلى الشرق ، وتبعد باتل كريك 40 ميلا (64 كم) إلى الغرب ، وكلاهما من الطريق السريع 94. تقع لانسينغ ، عاصمة الولاية ، على بعد 35 ميلا (56 كم) إلى الشمال عبر الولايات المتحدة 127.
وهي تشمل معظم بلدة المسح T2S R1W. يتم تصريف البلدة عن طريق النهر الكبير، الذي يتدفق من الجنوب إلى الشمال عبر مركز البلدة وروافده.
يقع حديقة رود ميلز في بلدة بلاكمان، ويشمل مسارات المشي لمسافات طويلة وماس البيسبول وملاعب كرة القدم ومنطقة الملعب وطاولات النزهة والشوايات.

## التركيبة السكانية
اعتبارًا من تعداد عام 2000، كان هناك 22800 نسمة، و6658 أسرة، و4187 عائلة مقيمة في البلدة. بلغت الكثافة السكانية 716.6 نسمة لكل ميل مربع (276.7/كم2). كان هناك 6921 وحدة سكنية بمتوسط كثافة 217.5 لكل ميل مربع (84.0/كم2). كان التركيب العرقي للبلدة 79.46% من البيض، و17.24% من الأمريكيين من أصل أفريقي، و0.38% من الأمريكيين الأصليين، و0.57% من الآسيويين، و0.02% من سكان جزر المحيط الهادئ، و1.10% من أجناس أخرى، و1.23% من عرقين أو أكثر. كان اللاتينيون أو اللاتينيون من أي عرق يشكلون 2.47% من السكان.
كان هناك 6,658 أسرة، منها 28.9% لديها أطفال تحت سن 18 عامًا يعيشون معهم، و47.7% كانوا متزوجين يعيشون معًا، و11.0% كان لديهم ربة منزل بدون زوج، و37.1% كانوا من غير العائلات. 31.0% من جميع الأسر كانت مكونة من أفراد، و13.6% كان لديها شخص يعيش بمفرده ويبلغ من العمر 65 عامًا أو أكثر. وكان متوسط حجم الأسرة 2.33 وكان متوسط حجم الأسرة 2.91.
انتشر السكان في البلدة، حيث كان 16.7% تحت سن 18 عامًا، و9.0% من 18 إلى 24 عامًا، و39.2% من 25 إلى 44 عامًا، و22.0% من 45 إلى 64 عامًا، و13.1% ممن بلغوا 65 عامًا أو أكثر . وكان متوسط العمر 38 سنة. ويوجد لكل 100 أنثى 172.0 ذكر. يوجد لكل 100 أنثى في عمر 18 سنة فأكثر 191.2 ذكر.
كان متوسط دخل الأسرة في البلدة 40,286 دولارًا، وكان متوسط دخل الأسرة 47,966 دولارًا. كان للذكور متوسط دخل قدره 36,482 دولارًا مقابل 26,795 دولارًا للإناث. بلغ دخل الفرد في البلدة 18708 دولارًا. كان حوالي 4.3% من الأسر و6.6% من السكان تحت خط الفقر، بما في ذلك 7.8% ممن تقل أعمارهم عن 18 عامًا و5.9% ممن تبلغ أعمارهم 65 عامًا أو أكثر.

## الحكومة والبنية التحتية
تدير إدارة الإصلاحيات في ميشيغان العديد من المرافق الإصلاحية في البلدة. وهي تشمل مرفق كوبر ستريت الإصلاحي، ومرفق كوتون الإصلاحي، ومركز تشارلز إيجيلر للاستقبال والتوجيه (مركز استقبال للسجناء الذكور الجدد)، ومرفق بارنال الإصلاحي.

## وصلات خارجية
- http://www.blackmantwp.com/
- The US50 - Cities and Towns in Michigan State
- Michigan Cities and Towns, Facts, Map, Flag, Colleges, Government, and More